# Julian Myrick
Julian Southall Myrick (1 marca 1880 w Murfreesboro, Karolina Północna, zm. 4 stycznia 1969 w Nowym Jorku) – zasłużony amerykański działacz tenisowy.
Nazywany uncle Mike, był w latach 1920–1922 prezydentem Amerykańskiego Stowarzyszenia Tenisowego i jego wieloletnim działaczem. Położył duże zasługi dla rozwoju turnieju wielkoszlemowego US Open, m.in. zaangażował się w budowę obiektu Forest Hills na potrzeby tego turnieju. Myrick był także współinicjatorem rozgrywek o Puchar Wightmana, kobiecej rywalizaji między USA i Wielką Brytanią.
Jego zaangażowanie doceniła Międzynarodowa Tenisowa Galeria Sławy, wpisując w poczet swoich członków w 1963.